# Уг'єн Вангчук
Уг'єн Вангчук (Дзонг-ке:, Вайлі:o rgyan dbang phyug; 1861 — 21 серпня 1926) — перший король Бутану. У 1907 році він зійшов на трон, заснувавши нову династію і об'єднавши Бутан. До цього він був пенлопом (губернатором) дзонга Тонгса. Базуючись в центральному Бутані, він зміг перемогти своїх супротивників у громадянських війнах і бунтах 1882 — 1885 років.

## Біографія
Уг'єн Вангчук брав участь у поході англійських військ на Лхаса в 1904 році, виконуючи місію посередництва між англійцями і тибетською владою. Нагороджений за відмінну службу і посвячений в лицарі.
У 1907 році Уг'єн Вангчук був обраний королем Бутану в Пунакха, і місто Пунакха стало столицею об'єднаного Бутану. У 1910 році Перший Король уклав з Англією мир, в якому визнав сюзеренні відносини в обмін на повну автономію і невтручання Англії у внутрішні справи Бутану. З цього часу починається період ізоляції Бутану, коли Бутану вдалося уникнути участі в світових війнах.

## Нагороди
- KCIE: Командор Ордена Індійської імперії (1905)
- Лицар Командор Ордена Зірки Індії (1911)

## Галерея зображень

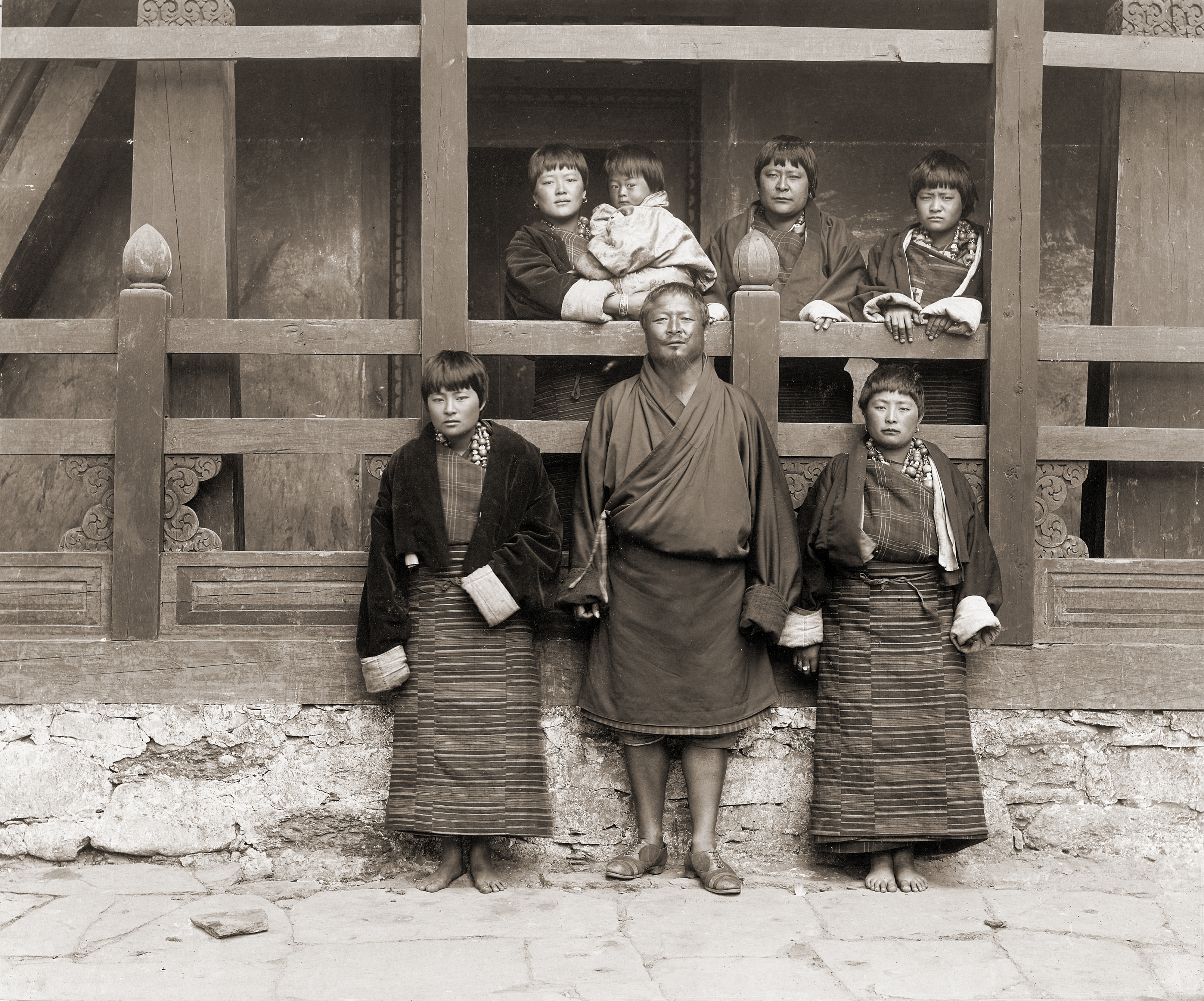
Уг'єн Вангчук і його родина в 1905 році
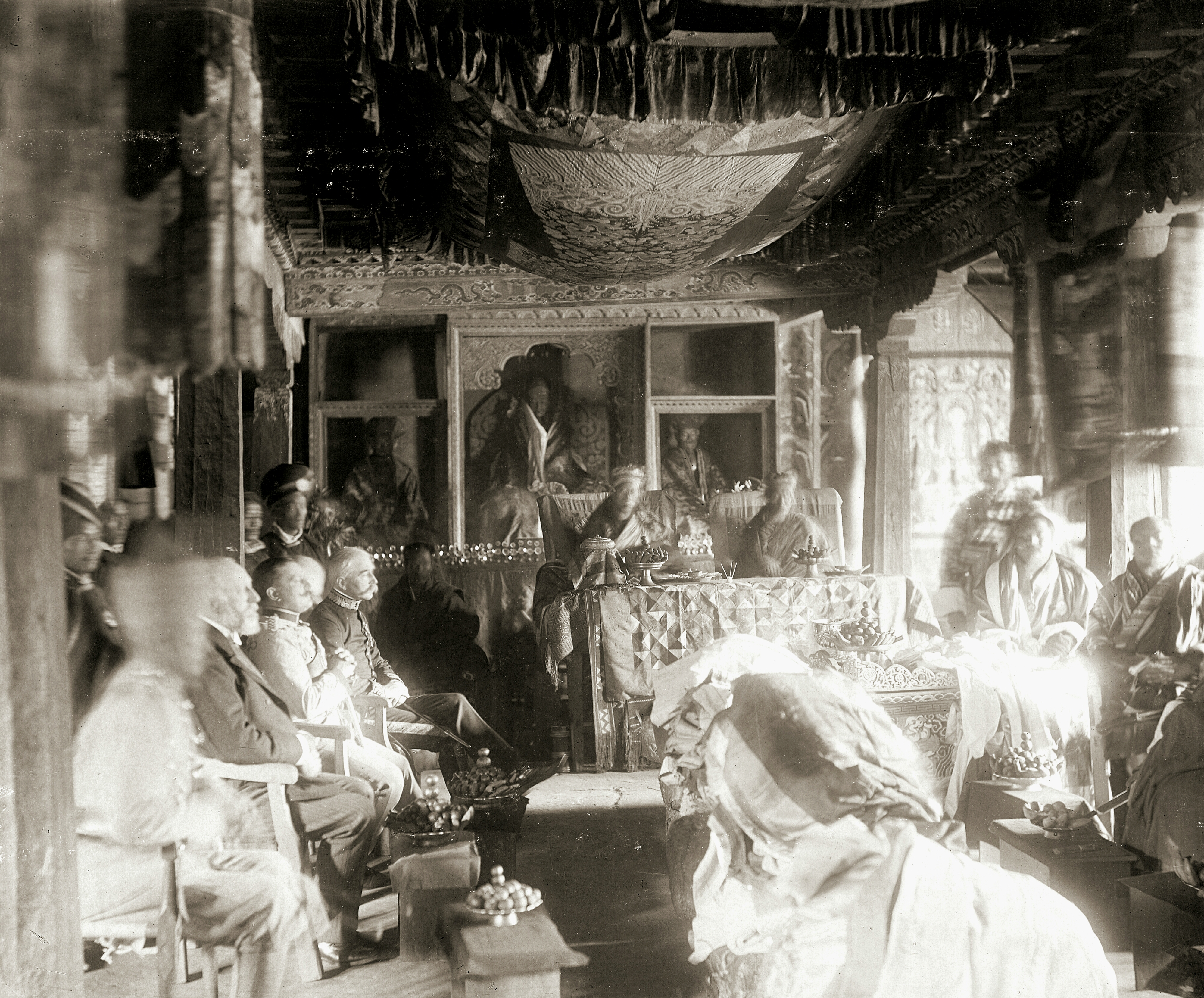
Король Уг'єн Вангчук під час вручення указу про посвячення у лицарі, Пунакха, 1905